# Guerre d'usure (jeu)
Dans la théorie des jeux, la guerre d'usure est un jeu de chronométrage dynamique dans lequel les joueurs choisissent un temps d’arrêt et qui pèsent fondamentalement sur les gains stratégiques découlant de la survie des autres joueurs et sur les coûts réels dépensés au fil du temps. Son opposé est le jeu de préemption, dans lequel les joueurs choisissent un moment pour s’arrêter, et contrebalancent fondamentalement les coûts stratégiques de la survie des autres joueurs et les gains réels occasionnés par le passage du temps. Le modèle a été élaboré à l'origine par John Maynard Smith ; Une stratégie mixte stable sur le plan de l’évolution (ESS) a été déterminée par Bishop & Cannings. Un exemple est une enchère tout en solde, dans laquelle le prix va au joueur ayant la plus haute enchère et chaque joueur paye la basse enchère du perdant (en faisant une enchère au deuxième prix avec une offre cachée entièrement payante ). 